# Metodio II de Constantinopla
Metodio II (en griego: Μεθόδιος Β΄; fallecido en 1240) fue el patriarca de Constantinopla en 1240.

## Biografía
Hay poca información sobre Metodio II. Fue abad del monasterio de Jacinto en Nicea. Antes de su muerte, el patriarca Germano II recomendó a Nicéforo Blemides como su sucesor. Sin embargo, el emperador Juan III Ducas Vatatzes apoyó la candidatura de Metodio por considerarlo más obediente. No obstante, gobernó el patriarcado sólo durante tres meses y murió en septiembre de 1240. Fue enterrado en el monasterio de Jacinto.
Hasta 1243 no se realizó la elección del patriarca, pues el emperador Juan III dudó en la elección e intentó escoger un aliado leal. Finalmente apoyó al metropolitano Manuel de Éfeso.